# Asiatische Pfauen
Asiatische Pfauen (Pavo) sind eine Gattung der Familie der Fasanenartigen. Die zwei rezenten Arten der Gattung sind der Blaue Pfau (Pavo cristatus) und der Ährenträgerpfau oder Grüne Pfau (Pavo muticus), die jeweils in mehrere Unterarten gegliedert sind.

## Merkmale
Auffälliges Merkmal im Prachtkleid der adulten Hähne ist der verlängerte Schwanz, die Schleppe, die aus etwa 150 Federn besteht. Diese Schmuckfedern sind verlängerte Oberschwanzdeckfedern und mit den Sichelfedern des Haushahnes vergleichbar. Jede Schmuckfeder trägt an ihrem Ende einen Augenfleck. Die Schleppe dient der Zurschaustellung bei der Balz. Beide Geschlechter tragen eine kleine Federkrone auf dem Scheitel.
Das schillernde Gefieder enthält keine Farbpigmente, der Farbeindruck entsteht durch Interferenz des Lichts (Interferenzfarbe) in mikroskopisch kleinen Luftkammern in den Federn. Zerstört man die Luftkammern, sind die Federn dunkelgrau. Aus den Federn der männlichen Tiere werden in Asien edle Stoffe gefertigt.
Die meiste Zeit des Jahres leben Pfauen in losen Verbänden mit mehreren Hähnen, Hennen und Jungtieren zusammen. Asiatische Pfauen können über 20 Jahre alt werden.
Die Hähne stellen während der Balz, die normalerweise in der Trockenzeit stattfindet, ihre Schleppen auf. Sie „schlagen ein Rad“ und drehen sich langsam um die eigene Achse, um die Hennen zu beeindrucken. Ist eine Henne paarungsbereit, sucht sie sich ihren Favoriten unter den balzenden Männchen aus. Die weitaus unauffälliger gefärbte Henne legt etwa fünf Eier, brütet diese aus und führt die Jungen. Die Männchen sind an der Brutpflege nicht beteiligt.
Männchen und Weibchen sind erst mit drei Jahren geschlechtsreif, wobei Hähne, deren Schleppe noch sehr kurz ist, die Aufmerksamkeit der Hennen in der Balz nicht gewinnen können, wenn Hähne mit voll ausgebildeter Schleppe balzen.

## Nahrung und Fressfeinde

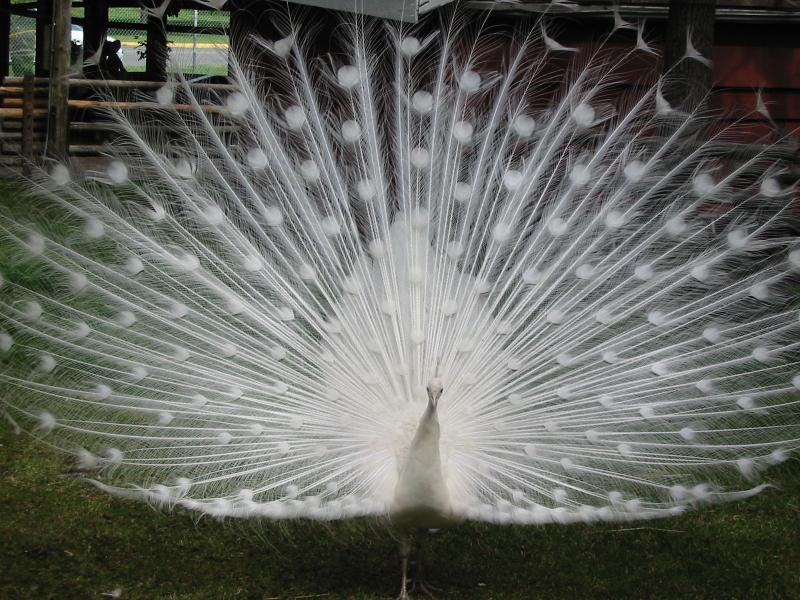
Leuzistischer Blauer Pfau bei der Balz

Asiatische Pfauen fressen Samen, Früchte, Gräser, Blüten, Insekten und kleine Wirbeltiere.
Erwachsene Asiatische Pfauen werden von Tigern und Leoparden erbeutet.

## Verbreitung und Lebensraum
Asiatische Pfauen leben in den Regenwäldern von Ostasien, Südostasien und Südasien. In Indien werden Pfauen sehr geschätzt, da sie die giftigen Kobras aus ihren Revieren vertreiben und vor Großkatzen warnen.

## Arten
- Blauer Pfau (Pavo cristatus)
- Ährenträgerpfau (Pavo muticus)